# أورسولا كوك كينغسميل
أورسولا كوك كينغسميل هارت (مواليد 1920) هي مؤرخة وانتروبولوجية بريطانية ولدت في الهند عام 1920 من أبوين بريطانين.تربت في ظل النظام التربوي الفرنسي لتترعرع فيما بعد في الريف شمال المغرب البلد الذي كانت تعتبره وطنها.بعد عودتها إليه سنة 1958،
وفي الستينيات من القرن العشرين تعرفت في طنجة على الأنتروبولوجي الأمريكيي دايفيد مونتكمري هارت فتزوجت به.سافرت معه إلى الريف شمال المغرب حيث كان يقوم ببحث ميداني، في قبيلة آيث ورياغل .افتتنت بالعمل الذي يقوم به زوجها فقررت مرافقته طوال مدة إقامته هناك.بعد أن احتضنتهما عائلة ريفية من آيت وريرث، تعلمت اللغة الريفية، فساهمت بذلك على مساعدة هارت على التعرف عن قرب على العالم الداخلي للبيت الريفي الذي كان من المستحيل على الباحث الذكر اقتحامه وبالتالي التعرف عليه في مجتمع محافظ.

## من مؤلفاتها
ويعتبر الكتاب الذي أنجزته أرسولا، والذي نشر سنة 1994 تحت عنوان:
```
«Behind the courtyard door;the daily life of tribeswomen in northen morocco» ، ترجم إلى العربية بعنوان : وراء باب الفناء، الحياة اليومية للنساء الريفيات
```